# Distrikt Choco
Der Distrikt Chachas liegt in der Provinz Castilla in der Region Arequipa in Südwest-Peru. Der Distrikt wurde am 2. Januar 1857 gegründet. Er besitzt eine Fläche von 903 km². Beim Zensus 2017 wurden 767 Einwohner gezählt. Im Jahr 1993 lag die Einwohnerzahl bei 1273, im Jahr 2007 bei 1120. Die Distriktverwaltung befindet sich in der 2473 m hoch gelegenen Ortschaft Choco mit 229 Einwohnern (Stand 2017). Choco liegt 68 km nordöstlich der Provinzhauptstadt Aplao.

## Geographische Lage
Der Distrikt Choco liegt in der Cordillera Volcánica im Nordosten der Provinz Castilla. Entlang der südlichen Distriktgrenze verläuft die Schlucht des Río Colca, der das Areal nach Süden hin entwässert. Dessen Nebenfluss Río Molloco fließt entlang der östlichen Distriktgrenze nach Süden.
Der Distrikt Choco grenzt im Südwesten an den Distrikt Ayo, im Westen an den Distrikt Chachas, im Nordosten an den Distrikt Caylloma, im Osten den Distrikt Tapay, im Südosten an den Distrikt Cabanaconde sowie im Süden an den Huambo (die vier zuletzt genannten Distrikte gehören zur Provinz Caylloma).

## Ortschaften
Im Distrikt gibt es neben dem Hauptort folgende größere Ortschaften (anexos):
- Llanca
- Miña
- Ojuyo
- Pachauma
- Pampuyo
- Sihuincha
- Ucuchachas

sowie die drei  caseríos:
- Gilla
- Humahuato
- Soro